# وايت هويت
وايت هويت (بالإنجليزية: Waite Hoyt) هو لاعب كرة قاعدة أمريكي، ولد في 9 سبتمبر 1899 في بروكلين في الولايات المتحدة، وتوفي في 25 أغسطس 1984 في سينسيناتي في الولايات المتحدة.

## وصلات خارجية
- وايت هويت على موقع دوري كرة القاعدة الرئيسي (الإنجليزية)
- وايت هويت على موقعبيزبول رفرنس.كوم (الدوري الرئيسي) (الإنجليزية)
- وايت هويت على موقعبيزبول رفرنس.كوم (الدوري الثانوي) (الإنجليزية)
- وايت هويت على موقع مشجعي الرسوم البيانية (الإنجليزية)
- وايت هويت على موقع قاعة مشاهير كرة القاعدة (الإنجليزية)